# Pan (Grecia)
Pan  este un oraș în Grecia în Prefectura Arcadia.